# Weaubleau
Weaubleau és una població dels Estats Units a l'estat de Missouri. Segons el cens del 2000 tenia 518 habitants.

## Demografia
Segons el cens del 2000, Weaubleau tenia 518 habitants, 220 habitatges, i 133 famílies. La densitat de població era de 227,3 habitants per km².
Dels 220 habitatges en un 29,1% hi vivien nens de menys de 18 anys, en un 47,3% hi vivien parelles casades, en un 9,1% dones solteres, i en un 39,5% no eren unitats familiars. En el 33,2% dels habitatges hi vivien persones soles el 19,5% de les quals corresponia a persones de 65 anys o més que vivien soles. El nombre mitjà de persones vivint en cada habitatge era de 2,35 i el nombre mitjà de persones que vivien en cada família era de 3,02.
Per edats la població es repartia de la següent manera: un 26,3% tenia menys de 18 anys, un 8,1% entre 18 i 24, un 23% entre 25 i 44, un 21,2% de 45 a 60 i un 21,4% 65 anys o més.
L'edat mediana era de 39 anys. Per cada 100 dones de 18 o més anys hi havia 86,3 homes.
La renda mediana per habitatge era de 18.750 $ i la renda mediana per família de 21.765 $. Els homes tenien una renda mediana de 19.643 $ mentre que les dones 20.139 $. La renda per capita de la població era de 9.952 $. Entorn del 17,6% de les famílies i el 27,3% de la població estaven per davall del llindar de pobresa.

## Poblacions més properes
El següent diagrama mostra les poblacions més properes.